# Doedicurus clavicaudatus
Doedicurus clavicaudatus (Cauda-de-clava) era uma animal herbívoro que habitava bosques e florestas e pertenceu à família dos Gliptodontes, sendo um dos maiores representantes dessa família. Viveram na América do Sul  e depois migraram para América Central e do Norte. Viveu no período Pleistoceno, e foi extinto à cerca de 11 mil anos atrás.

## Características
O Doedicurus possuía aproximadamente 4 metros de comprimento e 1,5 metros de altura, com um peso estimado de 2370 kg. Possuía o corpo coberto de uma carapaça de ostendermos que cresciam sobre a pele (Que era um pouco solta na região dos ombros para não comprometer muito a mobilidade do animal), assim como os atuais tatus. Possuía uma cauda longa e flexível; Na ponta dessa cauda havia uma massa óssea com protuberâncias afiadas que serviam para a defesa. Segundo com os paleontólogos R. Ernesto Blanco, Washington Jones e Andrés Rinderknecht a cauda serviria na verdade para que os machos disputassem fêmeas, alegando a carapaça do animal já era suficiente para sua proteção, e que dada a sua estrutura ele não poderia ver um predador que se aproximasse por trás, assim tendo que mover a cauda ás cegas. O zoólogo britânico Robert McNeill Alexander apresentou indícios de que alguns animais possuíam em suas placas ósseas fraturas equivalentes a força exercida pelo músculo da cauda, o que reforça a ideia de que a mesma servia para o combate intraespecífico.

## Descoberta
Fósseis de Doedicurus são encontrados na América do Sul, especialmente na Formação Luján na Argentina. Também foram encontrados fósseis nas formações San José e Doloresdo, Uruguai e em Santa Vitória do Palmar, Brasil.

## Extinção
Os fósseis de Doedicurus da América do Sul são um pouco mais recentes do que os da América do Norte e Central, o que sugere que foram extintos por último. A extinção desse e de outros animais da Megafauna coincidem com a ascensão dos humanos primitivos no continente americano, o que sugere que eles foram caçados pelos humanos que sabiam utilizar ferramentas de pedra. Alguns estudiosos no entanto ainda atribuem sua extinção as mudanças climáticas repentinas, que alteraram o clima e a vegetação das regiões onde o animal vivia.